# Боен спорт
Бойният спорт е състезателен контактен спорт, при който двама бойци се бият един срещу друг, за да спечелят достатъчно точки или до състояние, при което да се обявяви един победител чрез използване на определени правила. Примери за бойни спортове са бокс, кикбокс, борба, джудо, таекуондо, муай-тай и смесени бойни изкуства.
Използваните техники могат да бъдат категоризирани в три области: нанасяне на удар, сграбчване (борба) и използване на оръжие.
Най-дългият двубой се е провел в Шведската столица Стокхолм, който е дълъг цели единадесет часа.

## Спортни единоборства

### Правила
В групата на спортните единоборства се включват дисциплини, в които победа се постига по определени правила, които могат да бъдат:
- Натрупване на повече на брой точки в определено време – например бокса и борбата.
- Достигане на определен брой точки или точкова разлика. По тези правила може да бъде постигната победа във фехтовката, бокса и карате.
- Прилагане на определен похват или постигане на определен ефект върху опонента. По тези правила може да бъде постигната победа в борбата, джудо, бокса.

При повечето видове спортни единоборства се прилага комбинация от тези три правила.

### Точки
Най-общо казано, за всички видове спортни единоборства точки се дават след изпълнение на определена техника, която в реални условия би понижила или напълно отнела боеспособността на противника.
За пример могат да бъдат дадени бокса и кикбокса, където точка се присъжда след нанесен удар, влязъл в контакт с разрешена зона, която същевременно е и уязвима част от тялото на опонента. Ударът трябва да бъде изпълнен с разрешената част на ръката или респективно крака. Също така трябва видимо да е оказал въздействие. Ако след нанесения удар опонентът е загубил боеспособност – така наречения нокдаун (от англ. knock down), срещата се прекъсва за 10 секунди, в които той има време да я възвърне. Ако това не стане в рамките на тези 10 секунди се отчита победа за опонента му с нокаут (knock out). При натрупване на разлика, която е по-голяма от 10 точки, се присъжда победа с технически нокаут.
Според някои правилници се дава различно количество точки за изпълнение на различни по трудност и ефикасност техники (борба, джудо, карате).
Също така точки или победа се дават за изпълнение на определени техники, незадължително симулиращи реална бойна техника, като обездвижване на опонента в джудото, туш (задържане за определено време гърба на опонента, допрян на земята) в борбата.
Според други правилници точките са съдийските гласове, които могат да бъдат дадени за по-висока активност, физическо или техническо превъзходство. Примери са някои правилници в кикбокса, свободни двубои.

### Видове
Спортните единоборства могат да бъдат разделени на три групи въз основа начина на протичане:
- Полуконтактни – Срещата бива прекъсвана след всяка постигната точка и възобновявана след това. Кикбокс семиконтакт, фехтовка.
- С лек контакт – Техниките се изпълняват симулативно, срещата не се прекъсва след постигане на точка, целта е да се приложи техниката без да се нарани противника. Пример за такива единоборства са карате лайтконтакт, кикбокс лайтконтакт.
- Пълен контакт – По правилата на пълния контакт, техниките се изпълняват реално, с пълна сила и скорост, срещата не се прекъсва ако след приложената техника и двамата противници са запазили боеспособността и кондицията си. Пример за такива спортове са бокса, борбата, кикбокс фулконтакт.

При прилагане на забранени техники се налагат наказания, вариращи между устна забележка, наказателни точки, дисквалификация.

## Бойноприложни
В тази група се включват повечето видове бойни изкуства, както и различни военни и полицейски системи за самозащита. Характерното за тази група е изцяло практическата насоченост на обучението. Целта е да се елиминира физически опонентът или да бъде нарушена боеспособността му. Правила няма.
Повечето от бойно приложните единоборства са тясно свързани с употребата на различни видове хладно оръжие или подръчни средства, които когат да бъдат използвани като такова.